# Helbakko
Helbakko (tiếng Ả Rập: حلبكو) là một ngôi làng Syria ở quận Jableh thuộc tỉnh Latakia. Theo Cục Thống kê Trung ương Syria (CBS), Helbakko có dân số là 292 người trong cuộc điều tra dân số năm 2004.